# Perca
Perca es un género de peces teleósteos de agua dulce de la familia Percidae llamados comúnmente percas. Algunos especímenes llegan a pesar 2,3 kg.
Las percas poseen una línea lateral sensible a las vibraciones del agua. Tienen dos aletas dorsales: la primera de radios duros y la segunda de radios blandos. También su aleta anal es de radios duros.

## Especies
Se reconocen tres especies del género:
- La perca europea (Perca fluviatilis), distribuida por Europa y Asia. Es generalmente de color verde oscuro con aletas rojizas. Ha sido introducida en Nueva Zelanda y Australia.
- La perca del Baljash (Perca schrenkii), distribuida por Kazajistán (en los lagos Baljash y Alakol), Uzbekistán y China. Es muy parecida a la perca europea, y alcanza un tamaño similar.
- La perca amarilla (Perca flavescens), distribuida por Estados Unidos y Canadá. Es más pequeña y de coloración más pálida que la perca europea.